# باباتوندي وسو
باباتوندي وسو (بالفنلندية: Babatunde Wusu)‏ هو لاعب كرة قدم فنلندي في مركز الهجوم، ولد في 18 أبريل 1984 في لاغوس في نيجيريا. لعب مع نادي توركو ونادي خورفكان ونادي ليونغسكايل ونادي يوفاسكولا.